# 戟柳
戟柳（学名：Salix hastata）为杨柳科柳属的植物。分布于欧洲、俄罗斯、蒙古以及中国大陆的新疆等地，生长于海拔1,000米至1,800米的地区，多生长于山区河岸边，目前尚未由人工引种栽培。